# Basetsane Kumalo
Basetsana Kumalo, născută Makgalemele (n. 29 martie 1974, Soweto) este o milionară din Africa de Sud și una dintre primele africane de culoare care au fost alese Miss Africa de Sud.

## Date biografice
Basetsana Kumalo este fiica unui șofer de autobus și a unei învățătoare. Ca și copil a făcut ca și alți copii africani, comerț cu diferite alimente și dulciuri. Această experiență  i-a fost de folos femeii de afaceri de mai târziu, care a fost încurajată și de părinți. Mama ei o înscrie pe lista candidatelor concursului de frumusețe pentru titlul Miss Soweto apoi în 1994 Miss Africa de Sud. Acest succes și cu banii primiți i-au permis să lucreze ca moderatoare în emisiuni TV, realizând contacte cu personalități marcante. În 1999 prin fuzionarea concernelor de presă, cu firma de produse cosmetice, ca și prin alte afaceri în minerit, Basetsana Kumalo devine milionară.